# ATR 42
Die ATR 42 ist die kleinere Variante von zwei Turboprop-Regionalverkehrsflugzeugen des französisch-italienischen Herstellerkonsortiums Avions de Transport Régional. Der größere Typ ATR 72 ist die gestreckte Version der ATR 42.

## Geschichte

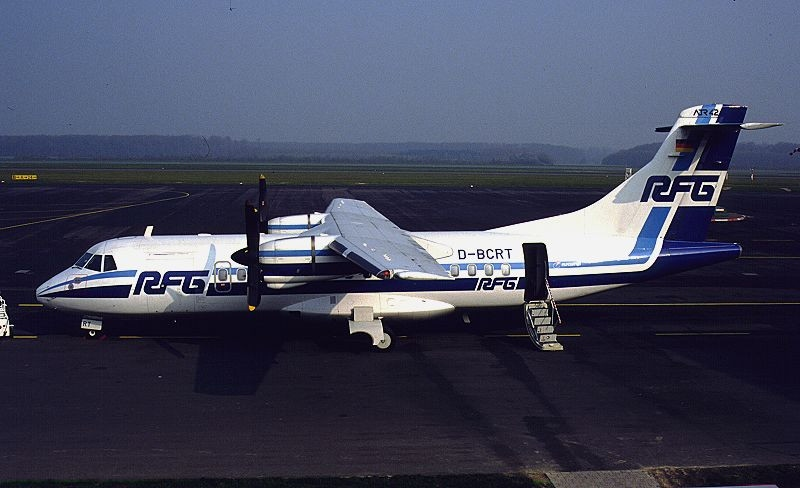
ATR 42 der RFG – Regionalflug, Paderborn 1994

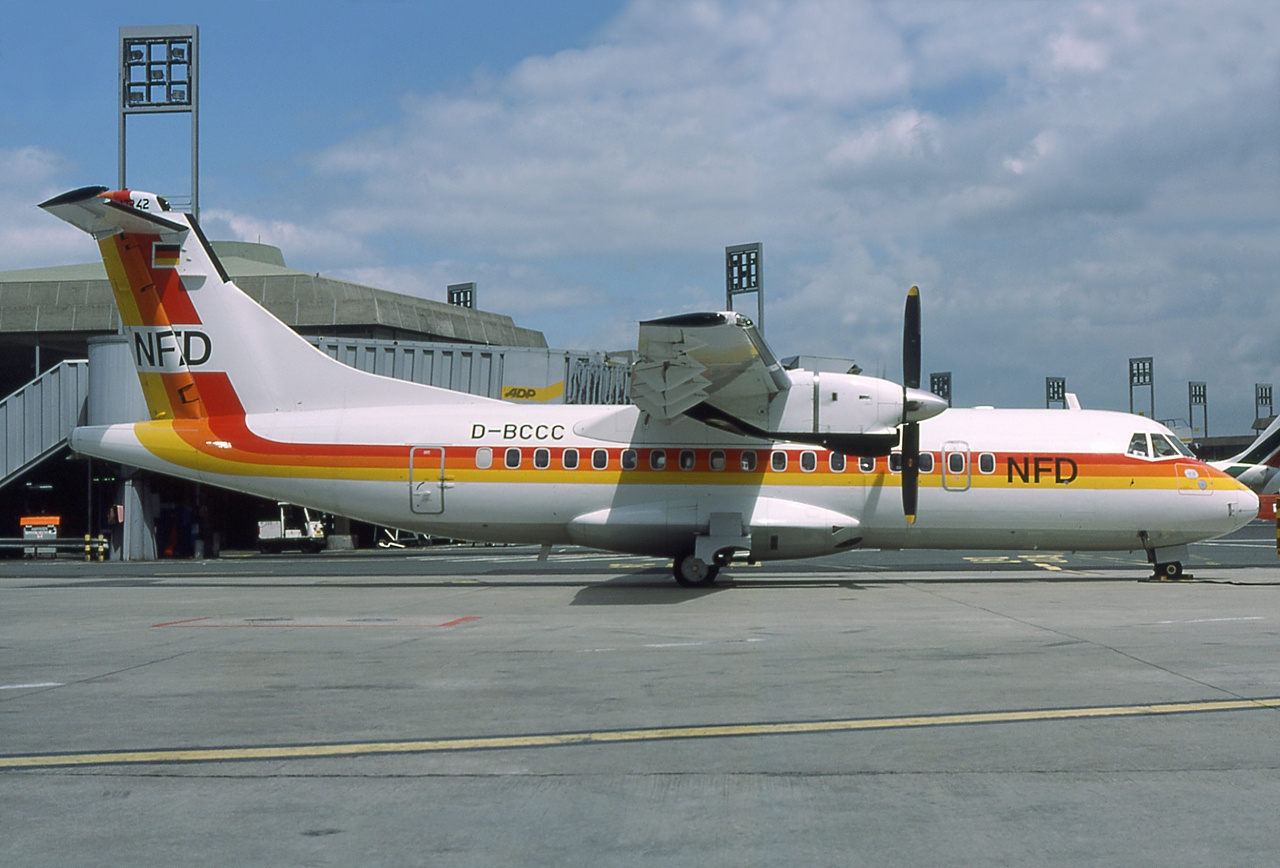
ATR 42 des Nürnberger Flugdienst, Paris-CDG 1988

Am 29. Oktober 1981 begann das Entwicklungsprogramm für das erste gemeinsame Produkt der Avions de Transport Régional (ATR). Die ATR 42, deren Prototyp dann am 16. August 1984 seinen Erstflug hatte, war ab September 1985 serienreif und zertifiziert. Die Endmontage und Flugerprobung der zivilen Passagierflugzeugvariante erfolgte in Toulouse, die der militärischen wie auch zivilen Frachtvarianten in Neapel.
Der Flugzeugtyp wird hauptsächlich für den Personentransport auf Kurzstrecken eingesetzt. Die Maschinen können nach Umbau der Zelle als Frachtflugzeug eingesetzt werden.
Air Littoral (Frankreich) war die erste Fluggesellschaft, die am 3. Dezember 1985 das Flugzeug in Dienst stellte. Seit dem Zeitpunkt ist es – mit Ausnahme der Änderung der Propeller – nahezu unverändert im Einsatz.
Die älteren Maschinen (ATR 42-300, ab 1985 und ATR 42-320, ab 1987) haben vierblättrige Propeller. Im Oktober 1995 nahm die verbesserte Version ATR 42-500 den Liniendienst bei der Air Dolomiti auf. Die Verbesserungen (laut Herstellerwebseite) umfassen das Kabineninterieur, ein erhöhtes Startgewicht MTOW, stärkere Motoren und modernere sechsblättrige Propeller. Dadurch werden Reisegeschwindigkeit und Reichweite erhöht sowie der Kerosinverbrauch gesenkt, auch werden die Flugzeuge im Landeanflug oder beim Start merklich leiser.
Im Oktober 2019 gab ATR bekannt, eine STOL-Variante der ATR 42-600 produzieren zu wollen – die ATR 42-600S. Diese sollte mit 800 Metern eine um 250 Meter kürzere Startbahn benötigen, hätte dafür aber nur 40 statt 50 Passagiere transportieren können. Mit 50 Sitzplätze sollte sie vollbesetzt dann 900 Meter benötigen, um zu starten. Diese Variante wurde vor Programmstart 20-mal bestellt. Erstkunden waren Air Tahiti und Elix Aviation. Am 11. Mai 2022 absolvierte ein zumindest teilweise zur ATR 42-600S modifiziertes Flugzeug seinen Erstflug. Im November 2024 wurde die Entwicklung der ATR 42-600S eingestellt, da man nicht mehr genügend Absatzchancen sah.
Bis Oktober 2022 waren 496 Exemplare der ATR 42 ausgeliefert. Ende des Jahres 2022 betrug die Summe der Auslieferungen der „Familienmitglieder“ ATR 42 und ATR 72 1.660 Stück.

## Konstruktion
Durch den Einbau sogenannter Active-Noise-Reduction-Systeme wurde der Propellerlärm im Kabineninneren deutlich reduziert.
Ein Vorteil der Turbopropellermaschinen gegenüber den Regionaljets ist die deutlich kürzere Start- und Landestrecke, die sie für den Einsatz auf kleineren Flughäfen interessant macht. Vergleichbare Werte für Start- und Landestrecke erreichen bei den Regionaljets nur speziell für diesen Zweck entworfene Maschinen, so etwa die BAe-146, auch Jumbolino genannt.
Der Hauptvorteil einer Turbopropmaschine ist der erheblich geringere Kraftstoffverbrauch pro Tonnenkilometer. Zum Zeitpunkt ihres Erscheinens setzte sie hier Maßstäbe – die ATR 42 verbraucht bei voller Auslastung etwa 1,8 Liter Kerosin pro Passagier und 100 km – dies entspricht der Hälfte des Verbrauchs eines modernen Jets.
Im Regionalflugverkehr hat die ATR 42 einen deutlichen Geschwindigkeitsnachteil gegenüber den mit Strahltriebwerken betriebenen Regionaljets. Mit den aktuellen Motoren erreicht die ATR 42 nur Geschwindigkeiten bis 556 km/h. Aktuelle Regionaljets erreichen mit über 700 km/h Geschwindigkeiten, die denen von Mittelstreckenflugzeugen in nichts nachstehen. Verstärkter Einsatz und die Verfügbarkeit unterschiedlicher Regional-Jets (wie der Bombardier CRJ200 oder der Regionaljets von Embraer) stellten die Zukunft von Turboprop-Flugzeugen in Frage. Angesichts steigender Treibstoff-Preise erfuhr der Turboprop-Antrieb im Jahre 2005 allerdings einen gewissen Aufschwung, was zu einer steigenden Nachfrage sowohl bei ATR als auch bei Bombardier (für die DHC-8-Serie) führte.
Die STOL-Variante, die 42-600S, sollte sich durch die Software der Triebwerke, die mehr Leistung (2750 PS statt 2400 PS) beim Start abrufen sollten, automatische Bremsen, zusätzliche Störklappen und einem größeren Seitenruder unterscheiden, welches das Handling verbessern sollte.

## Militärische Versionen

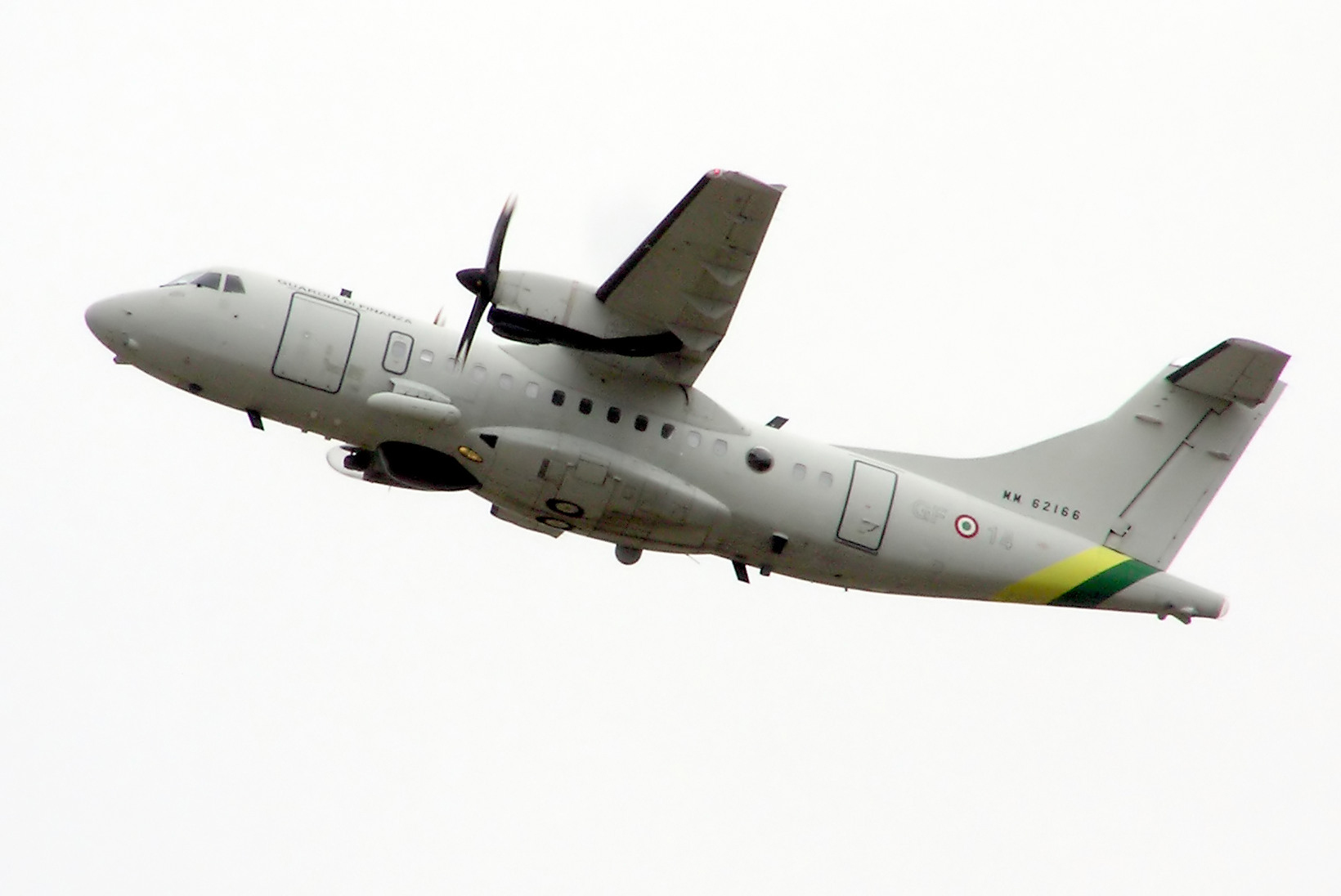
ATR 42 MP Surveyor der Guardia di Finanza

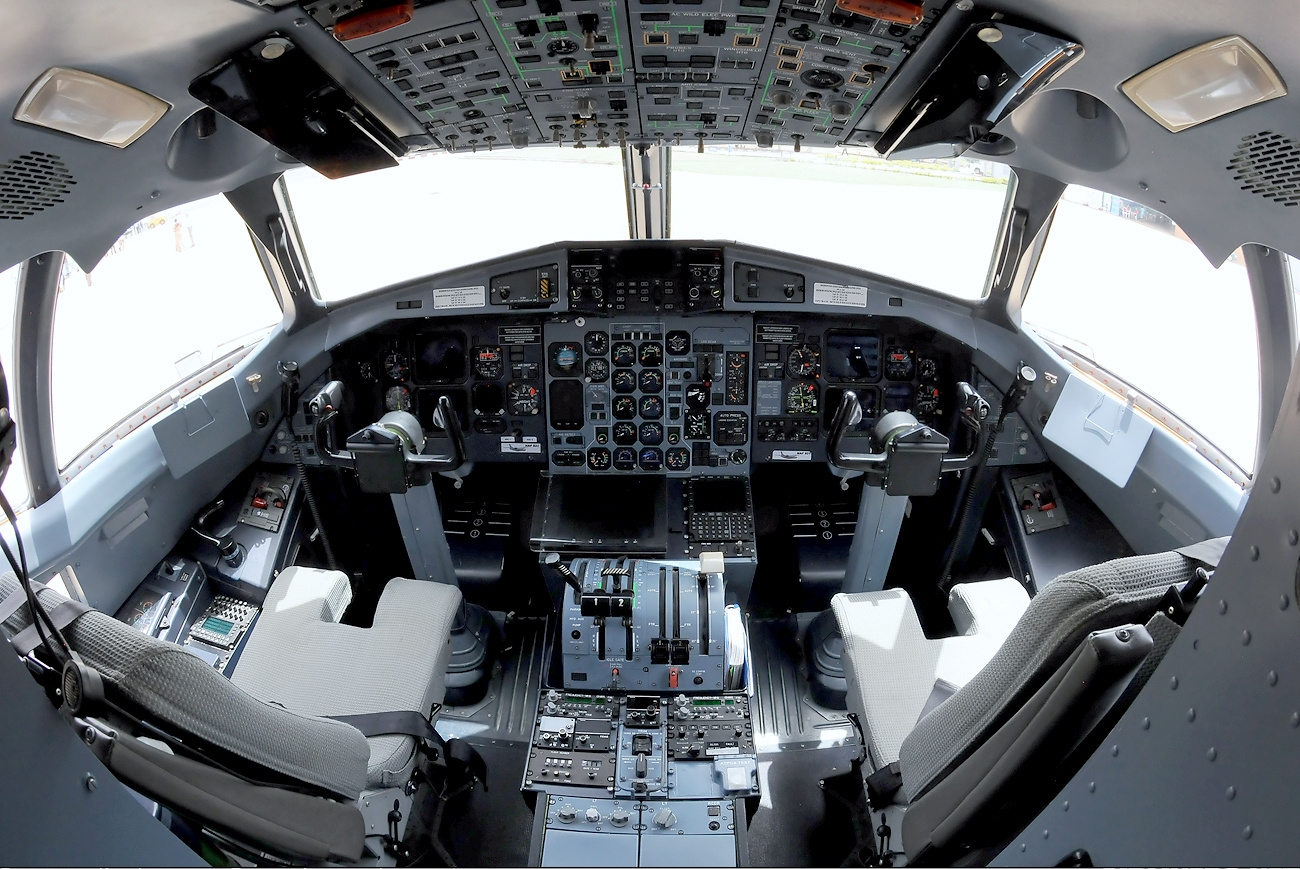
Cockpit einer nigerianischen ATR 42 MP

Von der ATR 42 entwickelte Alenia Aeronautica neben dem militärischen Frachtflugzeug einen militärischen Transporter mit der Bezeichnung ATM 42, der mit einer Heckrampe ausgerüstet ist sowie die SAR 42 als Such- und Rettungsversion auf Basis der ATR 42-400.
Außerdem existiert eine Seeaufklärer-Variante mit der Bezeichnung ATR 42 MP Surveyor. Sie dient als Patrouillenflugzeug und wird vorwiegend von Küstenwachen oder ähnlichen Organisationen eingesetzt.
Das Flugzeug ist mit zwei Turboprop-Triebwerken des Typs Pratt & Whitney Canada PW100 ausgestattet. Ein Hilfstriebwerk (APU) ist nicht vorhanden. Der Propeller des rechten Triebwerks kann aber am Boden mit Hilfe einer Bremse (prop brake) fixiert werden. Die beiden Wellen des sogenannten Kerntriebwerks laufen mit Leerlaufdrehzahl weiter und liefern Strom sowie Zapfluft für die Klimaanlage und andere Systeme.
Beschafft wurden Flugzeuge dieses Typs von der italienischen Guardia Costiera und der Guardia di Finanza, weitere Flugzeuge gingen nach Nigeria (Nigerian Air Force) und Libyen (General Security Agency).

## Zivile und militärische Frachtversion
An der ATR 42 wurden durch verschiedene Firmen auch Umbauten zum Frachter ATR-42F vorgenommen. Die bekannteste Version ist ein Bulk Freighter, wobei die gesamte Kabine ausgeräumt und mit vertikalen Netzen in verschiedene Frachträume aufgeteilt wird. Die ATR 42 kann dabei ökonomisch bis zu etwa fünf Tonnen Fracht transportieren. Eine ATR 42-320 als Frachter wird beispielsweise durch ASL Airlines Switzerland (ehemals Farnair) mit Basis in Basel, Schweiz eingesetzt.

## Zwischenfälle
Bis einschließlich Juli 2023 kam es zu 41 Totalschäden. Bei 13 davon wurden 292 Menschen getötet. Beispiele:
- Am 15. Oktober 1987 stürzte eine ATR 42-300 der italienischen Aero Trasporti Italiani (ATI) (Luftfahrzeugkennzeichen I-ATRH) auf dem Flug vom Flughafen Mailand-Linate nach Köln-Bonn bei Lasnigo ab. Fünfzehn Minuten nach dem Start begann das Flugzeug mit heftigen Rollbewegungen mit Schräglagen von bis zu 135 Grad, wonach es zum Kontrollverlust kam. Die Maschine schlug beim Sturzflug 48 Kilometer nördlich von Mailand am Comer See im Gelände auf, wobei alle 37 Menschen an Bord der Maschine, drei Besatzungsmitglieder und 34 Passagiere, ums Leben kamen. Ausgelöst war der Kontrollverlust durch starke Vereisung (siehe auch Aero-Trasporti-Italiani-Flug 460).[10]

- Am 21. August 1994 wurde der Autopilot einer in Agadir gestarteten ATR 42-300 der Royal Air Maroc in einer Flughöhe von 16.000 Fuß ausgeschaltet. Das Flugzeug ging in einen Sturzflug über und zerschellte am Boden. Alle 44 Personen an Bord starben. Die vermutliche Unfallursache war ein Suizid des Flugkapitäns (siehe auch Royal-Air-Maroc-Flug 630).[11]

- Am 30. Juli 1997 setzte eine ATR 42-500 der Air Littoral (F-GPYE) bei der Landung auf dem Flughafen Florenz deutlich zu spät und zu schnell auf. Sie überrollte das Ende der nur 1030 m kurzen verfügbaren Landestrecke und prallte gegen die Böschung der angrenzenden Autobahn. Einer der Piloten wurde getötet, die anderen 16 Insassen überlebten (siehe auch Air-Littoral-Flug 701).[12]

- Am 28. Juli 1999 wurde ein Mitarbeiter des Bodenpersonals auf dem Little Rock National Airport getötet, als er in das laufende Propellerblatt einer Regionalmaschine des Typs ATR 42-500 der Continental Express lief, die gerade aus Houston eingetroffen war (siehe auch Continental-Express-Flug 3402).

- Am 11. Oktober 1999 stahl ein Pilot der Air Botswana eine ATR 42-320 (A2-ABB) und steuerte sie, alleine fliegend, am Flughafen Gaborone absichtlich in zwei leere ATR 42-320 am Boden, nachdem seine Forderungen nach Gesprächen mit dem Präsidenten von Botswana und weiteren Entscheidungsträgern nicht erfüllt worden waren (siehe auch Air-Botswana-Flugunfall 1999).[13] Die beiden geparkten Maschinen (A2-ABC)[14] sowie  (A2-AJD)[15] der Air Botswana wurden ebenfalls zerstört. Damit hatte Air Botswana auf einen Schlag drei Viertel ihrer Flotte verloren, die danach nur noch aus der BAe 146-100 A2-ABD bestand.[16]

- Am 12. November 1999 prallte eine von den Vereinten Nationen gecharterte ATR 42-300 der Si Fly im Landeanflug auf den Flughafen Pristina im Kosovo gegen einen Berg. Alle 24 Insassen kamen dabei ums Leben (siehe auch Si-Fly-Flug 3275).[17]

- Am 14. September 2002 stürzte eine ATR 42-300 der Total Linhas Aéreas (PT-MTS) auf einem Frachtflug von São Paulo–Guarulhos nach Londrina infolge eines Kontrollverlustes 38 Kilometer südlich von Paranapanema ab. Die beiden an Bord befindlichen Piloten starben. Ursachen waren eine selbsttätige Aktivierung des Systems zur Nicktrimmung sowie fehlerhafte Reaktionen der Piloten auf dieses Ereignis (siehe auch Total-Linhas-Aéreas-Flug 5561).[18]

- Am 21. Februar 2008 flog eine ATR 42-300 der venezolanischen Fluggesellschaft Santa Barbara Airlines kurz nach dem Start von Mérida (Venezuela) in einen Berghang, als sie absichtlich vom offiziellen Abflugverfahren abweichend geflogen wurde. Dabei kamen alle 46 Insassen ums Leben (siehe auch Santa-Bárbara-Airlines-Flug 518).[19]

- Am 27. Januar 2009 schlug eine ATR-42-320-Frachtmaschine der Empire Airlines im Auftrag von Federal Express (N902FX) auf dem Flughafen Lubbock vor dem Aufsetzpunkt auf und rutschte von der Landebahn. Durch ein geringes Feuer wurden die beiden Piloten leicht verletzt. Trotz des Ausfalls der Landeklappen, wiederholter Warnungen vor Strömungsabriss sowie „pull up!“-Warnungen setzte der Kapitän den Anflug fort, statt wie vorgeschrieben sofort Vollgas zu geben. Nach der letzten Warnung kam es zum Strömungsabriss, die Maschine schlug mit extrem hoher Sinkgeschwindigkeit von 2000 Fuß pro Minute auf dem Boden auf und wurde irreparabel beschädigt.[20][21]

- Am 11. Februar 2010 führten die Piloten einer ATR 42-300 der Trigana Air Service eine Notlandung in einem Reisfeld etwa 30 Kilometer vom indonesischen Sultan Aji Muhamad Sulaiman Airport entfernt durch, nachdem nacheinander beide Triebwerke Leistung verloren hatten. Zwei Passagiere erlitten Beinbrüche.

- Am 13. September 2010 stürzte eine ATR 42-320 der Conviasa (YV1010) bei einem Inlandsflug in Venezuela bei Ciudad Guayana ab, nachdem der Pilot vorher technische Probleme gemeldet hatte. Von den 51 Menschen an Bord starben 17, 34 wurden teilweise schwer verletzt (siehe auch Conviasa-Flug 2350).[22][23]

- Am 31. August 2012 geriet eine ATR 42-500 der Pakistan International Airlines (AP-BHJ) auf dem Flughafen Lahore (Pakistan) bei der Landung von der Landebahn ab. Das rechte Hauptfahrwerk brach zusammen, die Maschine kam auf der rechten Seite liegend zum Stillstand. Alle 46 Insassen, vier Besatzungsmitglieder und 42 Passagiere, überlebten den Unfall. Das Flugzeug wurde irreparabel beschädigt.[24]

- Am 12. Februar 2014 wurde eine ATR 42-300 der irischen Air Contractors (EI-BYO) auf dem Flughafen Shannon (Irland) irreparabel beschädigt, als ein Sturm mit 58 Knoten (107 km/h), in Böen bis zu 79 Knoten (146 km/h) über den Flugplatz fegte. Personen kamen dabei nicht zu Schaden.[25]

- Am 16. August 2015 verschwand eine ATR 42-300 der Trigana Air Service (PK-YRN) auf dem Flug von Jayapura nach Oksibil in der indonesischen Provinz Papua vom Radar, da sie in einen Berg geflogen worden war (Controlled flight into terrain). An Bord der Maschine befanden sich 54 Personen, darunter fünf Kinder und fünf Besatzungsmitglieder.[26] Später wurden zwölf Kilometer vom Flugziel entfernt Wrackteile gefunden. Anwohner hatten beobachtet, wie das Flugzeug einen Berg gerammt hatte. Keiner der 54 Insassen überlebte. Der Unfall war somit der bisher (Mai 2024) schwerste Unfall mit einer ATR 42 (siehe auch Trigana-Air-Service-Flug 267).[27]

- Am 7. Dezember 2016 stürzte eine ATR 42-500 der Pakistan International Airlines (AP-BHO) nahe der pakistanischen Hauptstadt Islamabad ab. Die aus Chitral kommende Maschine kollidierte im Anflug mit einem Berg. Dabei starben alle 48 Personen an Bord. Der Unfall war der bisher (Mai 2024) zweitschwerste Unfall mit einer ATR 42 (siehe Pakistan-International-Airlines-Flug 661).[28][29]

- Am 13. Dezember 2017 stürzte eine ATR 42-300 der West Wind Aviation (C-GWEA) kurz nach dem Start vom kanadischen Fond-du-Lac ab. Den eigentlichen Unfall überlebten alle 22 Passagiere und drei Besatzungsmitglieder, jedoch starb ein Passagier zwei Wochen später an den Folgen des Absturzes. Die Maschine war trotz verbliebenen Eisansatzes vom Anflug nicht enteist worden.[30][31] Am 22. Dezember entzog die kanadische Zivilluftfahrtbehörde der Fluggesellschaft temporär die Betriebserlaubnis (siehe auch West-Wind-Aviation-Flug 280).[32]

- Am 20. Juli 2019 geriet eine ATR 42-500 der Pakistan International Airlines (AP-BHP) bei der Landung auf dem Flughafen Gilgit (Pakistan) von der Landebahn ab. Das rechte Hauptfahrwerk versank im weichen Boden, der rechte Propeller wurde schwer beschädigt. Alle Insassen überlebten den Unfall. Das Flugzeug wurde irreparabel beschädigt.[33]

- Am 6. November 2022 endete der Flug einer ATR 42 der tansanischen Precision Air (5H-PWF), die am Flughafen Daressalam gestartet war, etwa 100 Meter vom Zielort Flughafen Bukoba entfernt im Victoriasee. Von 43 Insassen wurden nach bisherigen Angaben 19 getötet (siehe auch Precision-Air-Flug 494).[34][35][36]

- Am 9. September 2024 gierte eine ATR 42-300 der indonesischen Trigana Air Service (PK-YSP) bei einem Startabbruch auf dem Flughafen Serui (Papua, Indonesien) nach links und kam von der Startbahn 28 ab. Die Maschine rollte etwa 20 Meter auf unwegsamem Gelände weiter, wobei das linke Hauptfahrwerk zusammenbrach. Sie kam etwa 1200 Meter hinter dem Startbahnanfang zum Stillstand. Alle 48 Insassen, sechs Besatzungsmitglieder und 42 Passagiere, überlebten den Unfall. Ob das 26 Jahre alte Flugzeug zum Totalschaden wurde, ist noch nicht bekannt.[37][38]

## Technische Daten

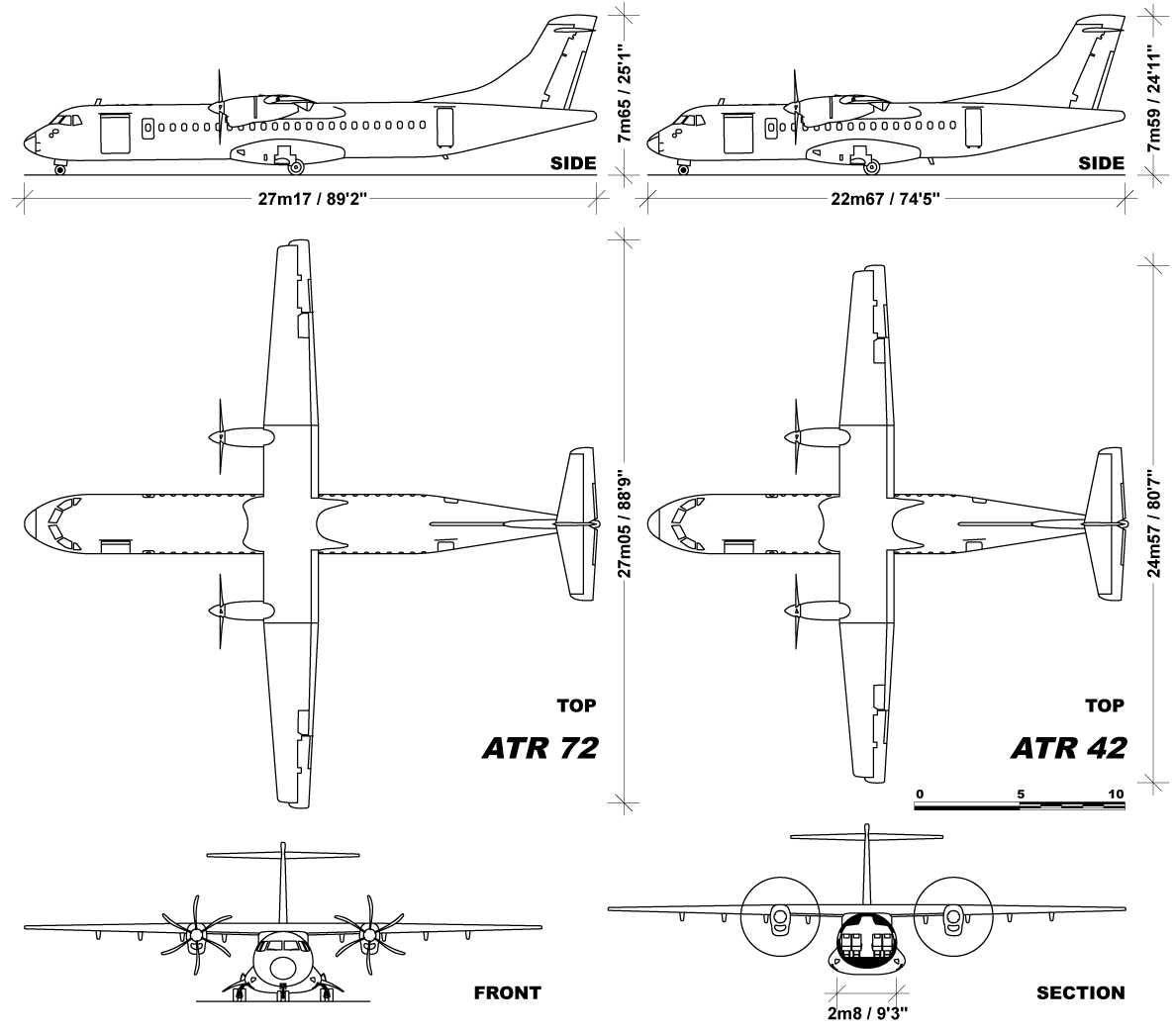
ATR 72 und ATR 42

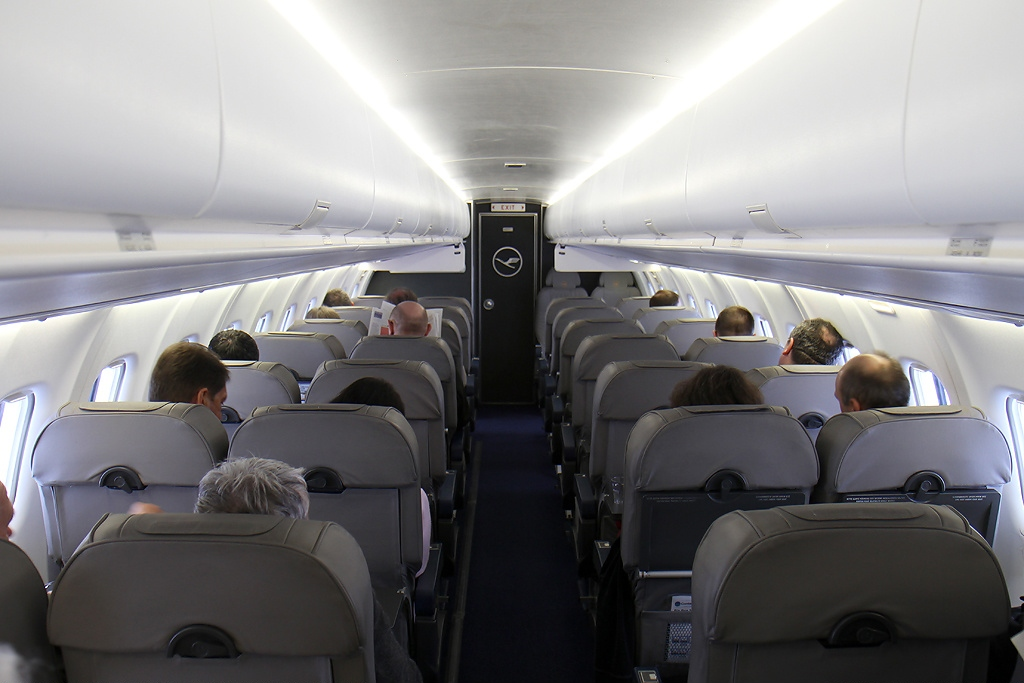
Kabine einer ATR 42-500

| Kenngröße               | ATR 42-300                                                     | ATR 42-320                                                     | ATR 42-500                                                                              | ATR 42-600                                                      | ATR 42-600S                                                     |
| ----------------------- | -------------------------------------------------------------- | -------------------------------------------------------------- | --------------------------------------------------------------------------------------- | --------------------------------------------------------------- | --------------------------------------------------------------- |
| Länge                   | 22,67 m                                                        | 22,67 m                                                        | 22,67 m                                                                                 | 22,67 m                                                         | 22,67 m                                                         |
| Spannweite              | 24,57 m                                                        | 24,57 m                                                        | 24,57 m                                                                                 | 24,57 m                                                         | 24,57 m                                                         |
| Höhe                    | 7,59 m                                                         | 7,59 m                                                         | 7,59 m                                                                                  | 7,59 m                                                          | 7,59 m                                                          |
| Kabinenbreite           | 2,57 m                                                         | 2,57 m                                                         | 2,57 m                                                                                  | 2,57 m                                                          | 2,57 m                                                          |
| Kabinenhöhe             | 1,91 m                                                         | 1,91 m                                                         | 1,91 m                                                                                  | 1,91 m                                                          | 1,91 m                                                          |
| Reichweite (mit 48 pax) | 1.150 km (630 NM)                                              | 1.150 km (630 NM)                                              | 1.550 km (840 NM)                                                                       | 1.301 km (703 NM)                                               | n.B.                                                            |
| Geschwindigkeit         | 491 km/h (265 kn)                                              | 498 km/h (269 kn)                                              | 556 km/h (300 kn)                                                                       | 556 km/h (300 kn)                                               | 556 km/h (300 kn)                                               |
| Max. Startgewicht       | 16.700 kg                                                      | 16.700 kg                                                      | 18.600 kg                                                                               | 18.600 kg                                                       | n.B.                                                            |
| Max. Zuladung           | 4.950 kg                                                       | 4.950 kg                                                       | 5.450 kg                                                                                | 5.250 kg                                                        | n.B.                                                            |
| Max. Treibstoffgewicht  | 4.500 kg                                                       | 4.500 kg                                                       | 4.500 kg                                                                                | 4.500 kg                                                        | n.B.                                                            |
| Max. Sitzplätze         | 50                                                             | 50                                                             | 50                                                                                      | 50                                                              | 50                                                              |
| Triebwerke (2 ×)        | Turboprop Pratt & Whitney Canada PW120 mit 1.470 kW (2.000 PS) | Turboprop Pratt & Whitney Canada PW121 mit 1.544 kW (2.100 PS) | Turboprop Pratt & Whitney Canada PW127E gedrosselt von 2.051 kW auf 1.764 kW (2.400 PS) | Turboprop Pratt & Whitney Canada PW127M mit 1.764 kW (2.400 PS) | Turboprop Pratt & Whitney Canada PW127M mit 1.764 kW (2.400 PS) |
| Propeller (2 ×)         | 4-Blatt Hamilton Standard                                      | 4-Blatt Hamilton Standard                                      | 6-Blatt Hamilton Standard                                                               | 6-Blatt Hamilton Standard                                       | 6-Blatt Hamilton Standard                                       |
| Indienststellung        | 1985                                                           | 1987                                                           | 1995                                                                                    | 2012                                                            | Entwicklung eingestellt                                         |
| Besonderheit            | Keine                                                          | Keine                                                          | Keine                                                                                   | Keine                                                           | STOL-Variante                                                   |